# Wilhelm Adam
Wilhelm Adam (15. září 1877 – 8. dubna 1949) byl veterán první světové války a německý generál wehrmachtu za druhé světové války, který dosáhl hodnosti generaloberst (generálplukovník).

## Shrnutí vojenské kariéry

### Data povýšení
- Fähnrich - 28. leden, 1898
- Leutnant - 10. březen, 1899
- Oberleutnant - 28. říjen, 1905
- Hauptmann - 1. říjen, 1911
- Major - 14. prosinec, 1917
- Oberstleutnant - 1. únor, 1923
- Oberst - 1. únor, 1927
- Generalmajor - 1. únor, 1930
- Generalleutnant - 1. prosinec, 1931
- General der Infanterie - 1. duben, 1935
- Generaloberst - 1. leden, 1939

### Významná vyznamenání
- Pruský železný kříž I. třídy - (1. sv. válka)
- Pruský železný kříž II. třídy - (1. sv. válka)
- Rytířský kříž královského saského Albrechtova řádu I. třídy s meči (1. sv. válka)
- Královský bavorský válečný řád za zásluhy III. třídy s meči (1. sv. válka)
- Královské Bavorské služební vyznamenání II. třídy (1. sv. válka)
- Jubilejní královská bavorská medaile prince Luitpolda (1. sv. válka)
- Kříž cti
- |  |  |  Služební vyznamenání wehrmachtu od IV. do I. třídy